# Corynephorus
Corynephorus és un gènere de plantes de la família de les poàcies, ordre de les poals, subclasse de les commelínides, classe de les liliòpsides, divisió dels magnoliofitins. Es troba en els països del Mediterrani.

## Taxonomia
- Corynephorus canescens (L.) Beauv.
- Corynephorus divaricatus (Pourret) Breistr.
- Corynephorus fasciculatus Boiss. et Reuter